# Getaldić
Getaldić (Ghetaldi, Ghetaldo), dubrovačka plemićka obitelj koja se u izvorima spominje od 13. stoljeća. Obitelj je podrijetlom iz Taranta, južna Italija. Najistaknutiji član obitelji bio je matematičar i fizičar Marin Getaldić.

## Obiteljska povijest
Članovi ove obitelji su živjeli aktivnim životom dubrovačke vlastele i može ih se naći u svim segmentima društva (trgovci, pomorci, brodograditelji, svećenici, diplomati i dr.). Obitelj je djelovala i u Osobljavi. Do 17. stoljeća bili su razmjerno malobrojni, ali od tada polako raste njihov udjel u dubrovačkom plemstvu.
Obitelj je bila u uskim rodbinskim vezama s Gundulićima. Ženili su se i s pripadnicima nove vlastele (primljene u aristokratski krug nakon velikog potresa 1667. godine), pa su postupno prešli u redove takozvanih sorboneza.
Najistaknutiji član Marin Getaldić (1568. – 1626.) obnašao je dužnost kneževog namjesnika u janjinskoj kapetaniji.